# Культурний фонд Норвегії
Культурний фонд Норвегії (норв. Norges kulturvernforbund) — асоціація 19 неурядових організацій що працюють в галузі збереження історичної та культурної спадщини Норвегії.
Асоціація сприяє підвищенню в норвезькому суспільстві інтересу до своєї історії та культури, підтримки ініціатив зі збирання та збереження культурної спадщини.
Фонд цікавиться як елементами культури найдавніших часів, так і сучасними культурними цінностями, що належать різним верствам населення та етнічним групам.
Загалом членами асоціації є 1400 груп, які об'єднують до 190 тисяч членів.
Фонд був утворений в 1994 році. Нині до нього входять: Норвезький залізничний клуб, Норвезька генеалогічна асоціація, Асоціація «Берег», Норвезька асоціація збереження стародавніх пам'ятників, Норвезька історична асоціація, Ліга історичних автомобільних клубів, Національна асоціація краєзнавства, Національна асоціація краєзнавства в освіті, Національна асоціація місцевих та приватних архівів, Національна музейна рада, Норвезька асоціація маяків, Норвезька автобусна асоціація та інші.
З 2020 року директор фонду — Йорн Гольме (Jørn Holme).